# Sphaerarthrum spangleri
Sphaerarthrum spangleri es una especie de coleóptero de la familia Cantharidae.

## Distribución geográfica
Habita en las Filipinas.